# Al Barakaat
Al-Bakarat, o Al-Barakaat es un grupo que engloba a un grupo de compañías financieras ubicadas en Somalia, y dedicadas principalmente al sector de las telecomunicaciones. Fundada en 1986 (antes de la guerra civil), el grupo adoptó rápidamente el hawala, un sistema de transferencia informal de fondos menos estricto y más seguro (en el caso de los países pobres) que el sistema financiero formal. Como consecuencia de los atentados del 11 de septiembre de 2001, sus cuentas fueron suspendidas por EE. UU.; para ese mismo año, el grupo operaba en 40 países y albergaba la mayor cantidad de empleados del país.[cita requerida]
- Datos: Q286876